# Túl a frekvencián
A Túl a frekvencián a Supernem 2014-ben megjelent ötödik stúdióalbuma. Az album 4. helyezést ért el a MAHASZ Top 40 album-, DVD- és válogatáslemez-listáján.

## Az album dalai
| 1.    | Szívbemarkoló            | 3:33 |
| 2.    | Akcióember               | 3:27 |
| 3.    | Egy a millióból          | 3:29 |
| 4.    | Túl a frekvencián        | 3:11 |
| 5.    | Harmadik típusú szerelem | 3:36 |
| 6.    | Nincs feszkó             | 3:01 |
| 7.    | Tviszt                   | 4:09 |
| 8.    | Van                      | 3:44 |
| 28:10 |                          |      |

## Közreműködők
- Papp Szabolcs – basszusgitár, ének
- Mózsik Imre – dobok
- Pulius Tibor – gitár
- Kubányi Bálint – billentyűk

## Helyezések
| Lista (2014)                            | Helyezés |
| --------------------------------------- | -------- |
| Magyarország (MAHASZ Top 40 albumlista) | 4        |

## Külső hivatkozások
- A Supernem hivatalos oldala Archiválva 2011. július 22-i dátummal a Wayback Machine-ben